# Fiona McGregorová
Fiona McGregorová (* 1965 v Sydney) je australská spisovatelka a performerka. Její třetí román, Indelible Ink, vyhrál v roce 2011 The Age Book of the Year.
Píše pro celou řadu periodik, včetně Sydney Morning Herald, Heat, Meanjin, TLS, The Age, The Monthly, The Saturday Paper a Real Time. Po zveřejnění svého prvního románu v roce 1993 byla jmenována Sydney Morning Heraldem jednou z nejlepších mladých australských romanopisců v roce 1997.

## Dílo
- Au Pair (1993)
- Suck My Toes (1994)
- Chemical Palace (2002)
- Strange Museums: A Journey Through Poland (2008)
- Indelible Ink (2010)